# أنتون زابولوتني
أنتون زابولوتني (بالروسية: Заболотный, Антон Константинович)‏ (13 يونيو 1991 بآيزيبوتي في لاتفيا - ) هو لاعب كرة قدم روسي في مركز الهجوم. شارك مع منتخب روسيا تحت 21 سنة لكرة القدم. أما مع النوادي، فقد لعب مع نادي أوفا ونادي سيسكا موسكو ودينامو بريانسك وفاكل فارونيش ‏ ونادي توسنو وFC Volgar Astrakhan ‏ ونادي أورال يكاترينبورغ.

## روابط خارجية
- أنتون زابولوتني على موقع الاتحاد الدولي (مؤرشف)  (الإنجليزية)
- أنتون زابولوتني على موقع الاتحاد الأوربي (الإنجليزية)
- أنتون زابولوتني على موقع قاعدة بيانات كرة القدم.إي يو (الإنجليزية)
- أنتون زابولوتني على موقع ناشيونال فوتبول تيمز (الإنجليزية)
- أنتون زابولوتني على موقع Soccerway.com (الإنجليزية)
- أنتون زابولوتني على موقع عالم كرة القدم.نت (الإنجليزية)